# Austremoni de Clarmont
Austremoni de Clarmont (Itàlia?, segle iii - Clarmont d'Alvèrnia, ca. 252) va ser el primer bisbe de Clarmont, venerat com a sant per diverses confessions cristianes.

## Vida

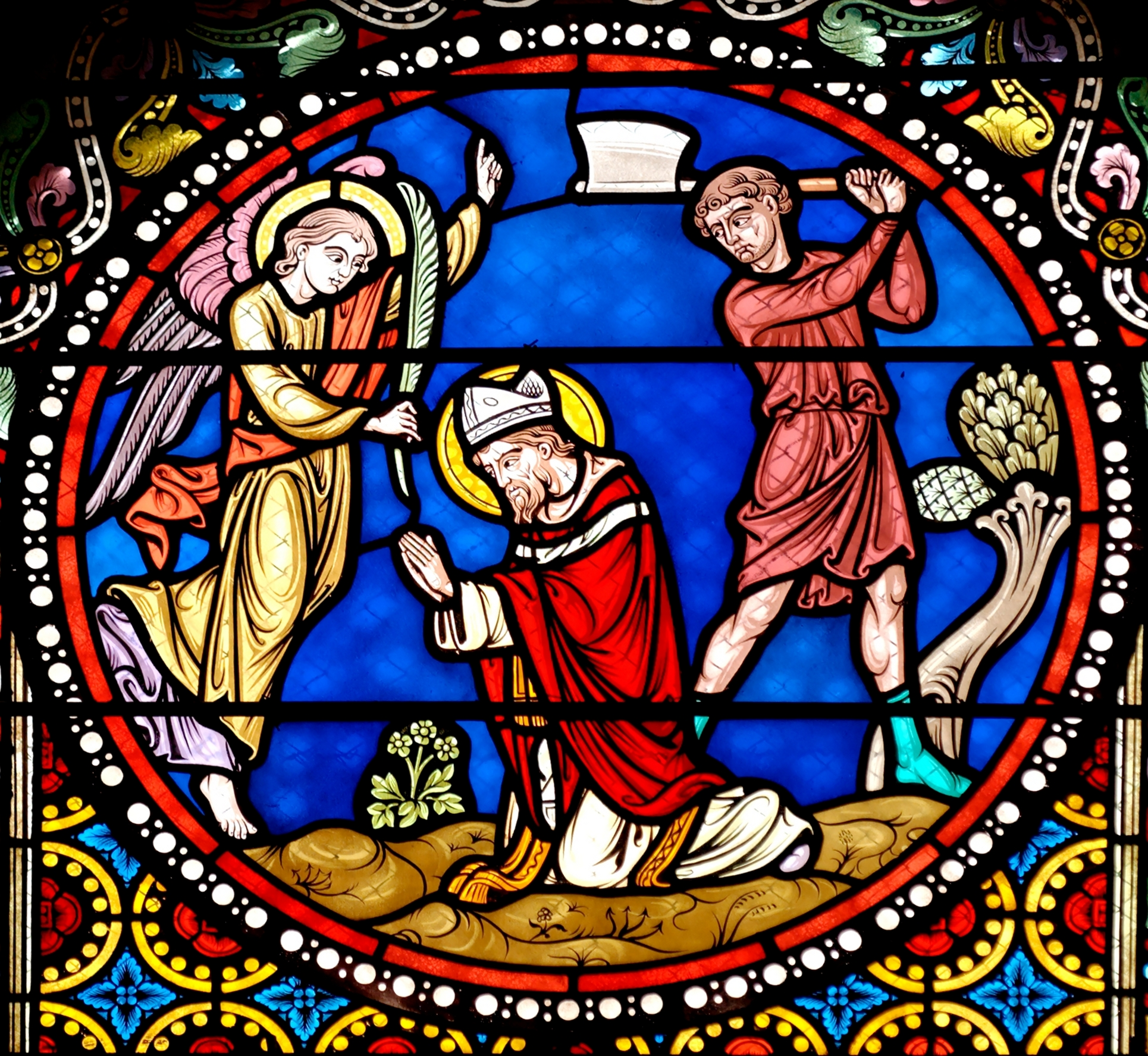
Vitrall amb el martiri del sant

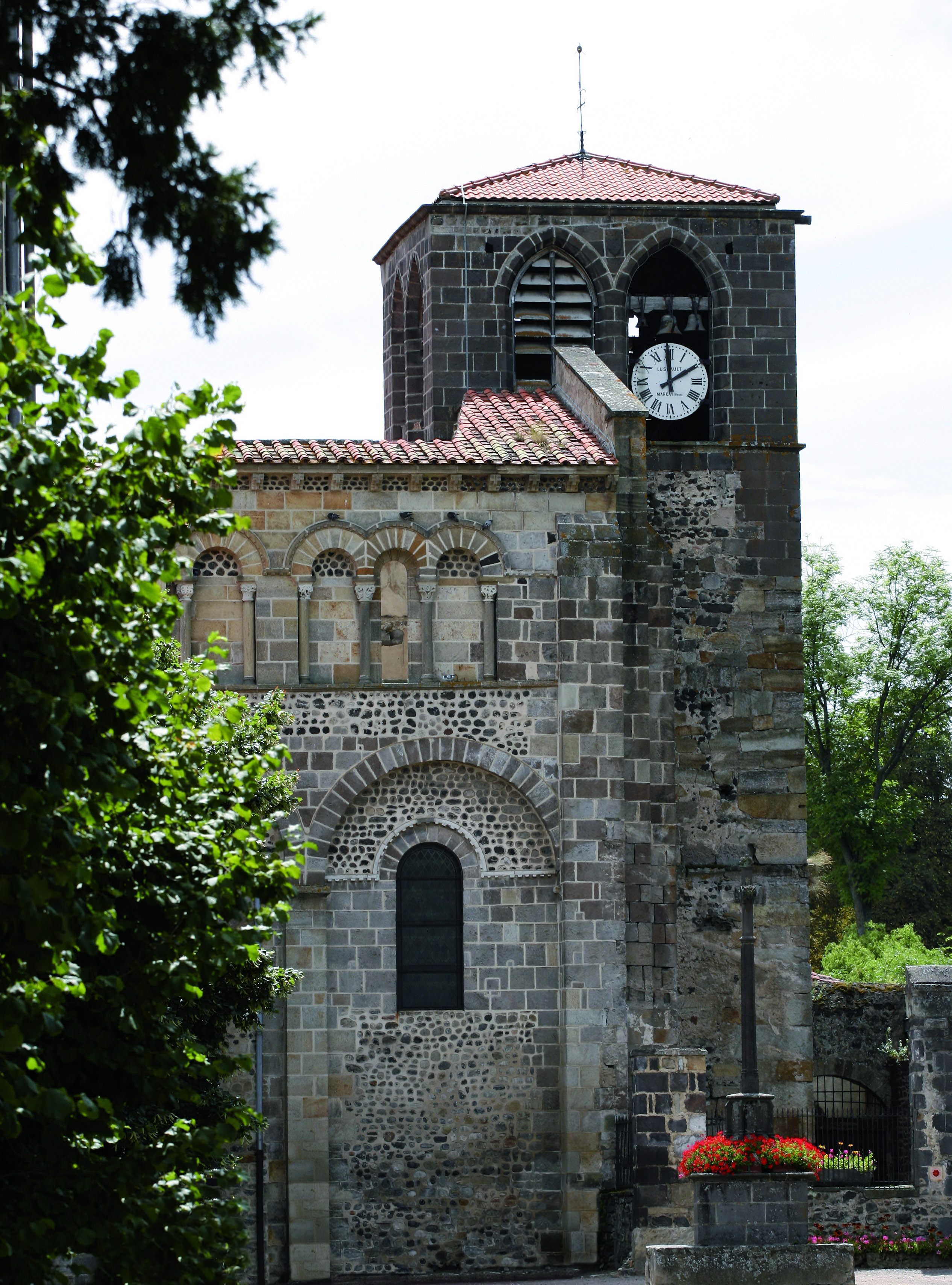
Façana de l'abadia de Molzac

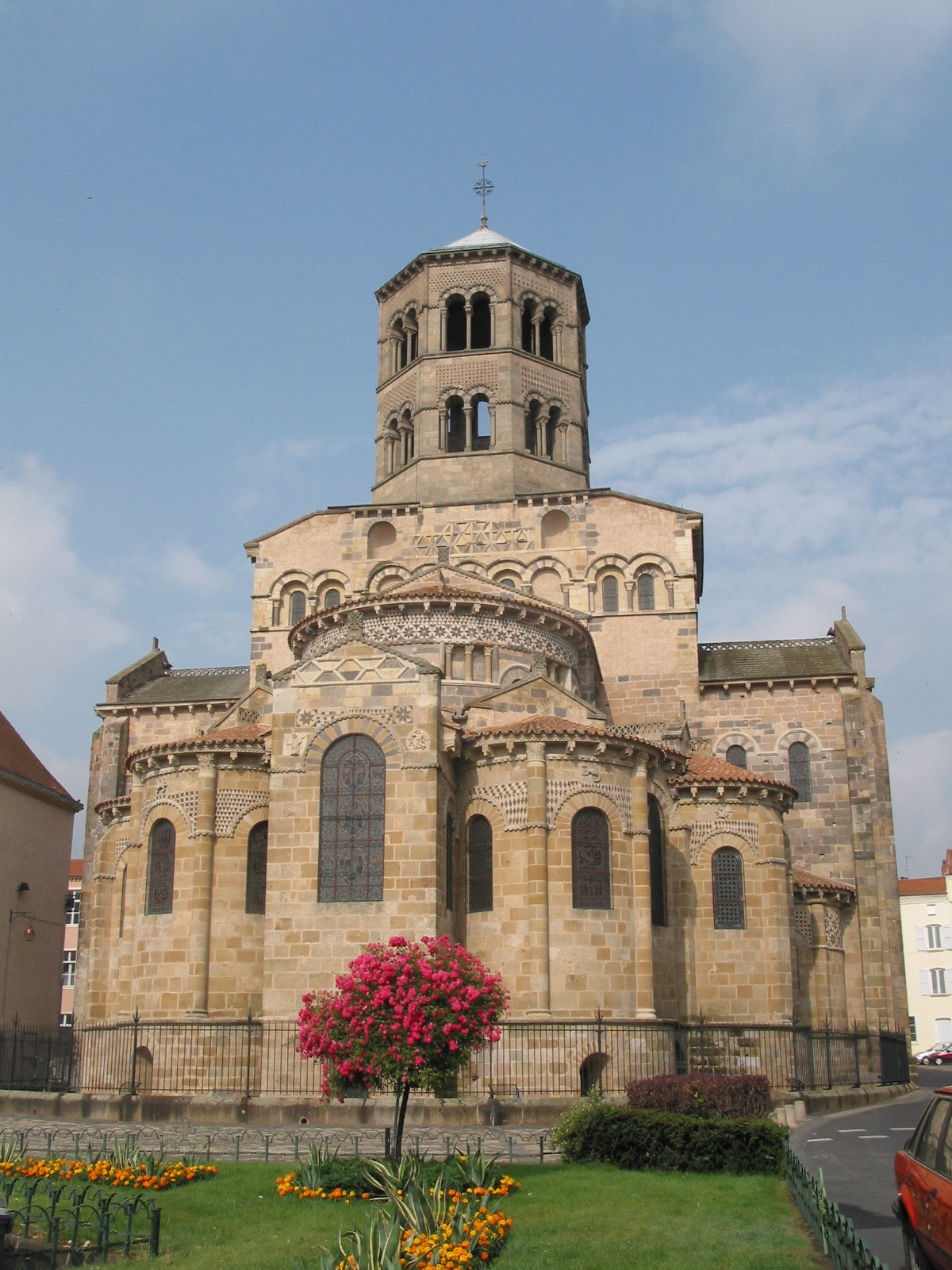
Abadia d'Issoire

Gairebé no hi ha dades sobre la vida del sant. Sembla que era un dels Apòstols dels gals enviats pel papa Fabià I cap al 250 per cristianitzar la Gàl·lia, en el consolat de Deci i Grat. En una carta que el papa Zòsim I escriu a un bisbe gal, esmenta aquest fet.

## Llegenda de Sant Austremoni al segle I
A partir del segle v, però, es desenvolupa una llegenda apòcrifa que fa Austremoni un dels Setanta deixebles; hauria estat jueu, convertit per Pere apòstol, a qui acompanyà a Roma. D'allí, Pere l'envià a la Gàl·lia, on predicà a l'Alvèrnia, el Berric i el Nivernais. A Clarmont va convertir el senador romà Cassi i el sacerdot pagà Victorí, i des de la seu va enviar els seus deixebles a altres terres: Sirenat (Saint Cerneuf) a Tiern, Màrius a Salers i Nectari i Antoní a altres parts de l'Alvèrnia. Austremoni va morir decapitat a Clarmont l'any 92.
Tot i que la llegenda va passar al Martirologi romà és inversemblant i no té cap fonament històric.

## Veneració
El culte es desenvolupà sobretot a Clarmont d'Alvèrnia. Gregori de Tours explica que el cos del bisbe fou sebollit a Issoire, on va ser molt venerat. El seu cos es traslladà a Volvic, on hi va ser fins que Pipí el Breu l'any 764, o potser Pipí d'Aquitània el 848, en va fer portar les relíquies a l'abadia de Mozac, malgrat les reclamacions del bisbat de Clarmont i l'abadia d'Issoire. Llavors se n'escrigué una Vita que en popularitzà la llegenda.
A mitjan segle ix, el cap del sant es va portar a Saint-Yvoine i cap al 900 va retornar a Issoire, on havia estat sebollit el sant.

## Enllaços externs

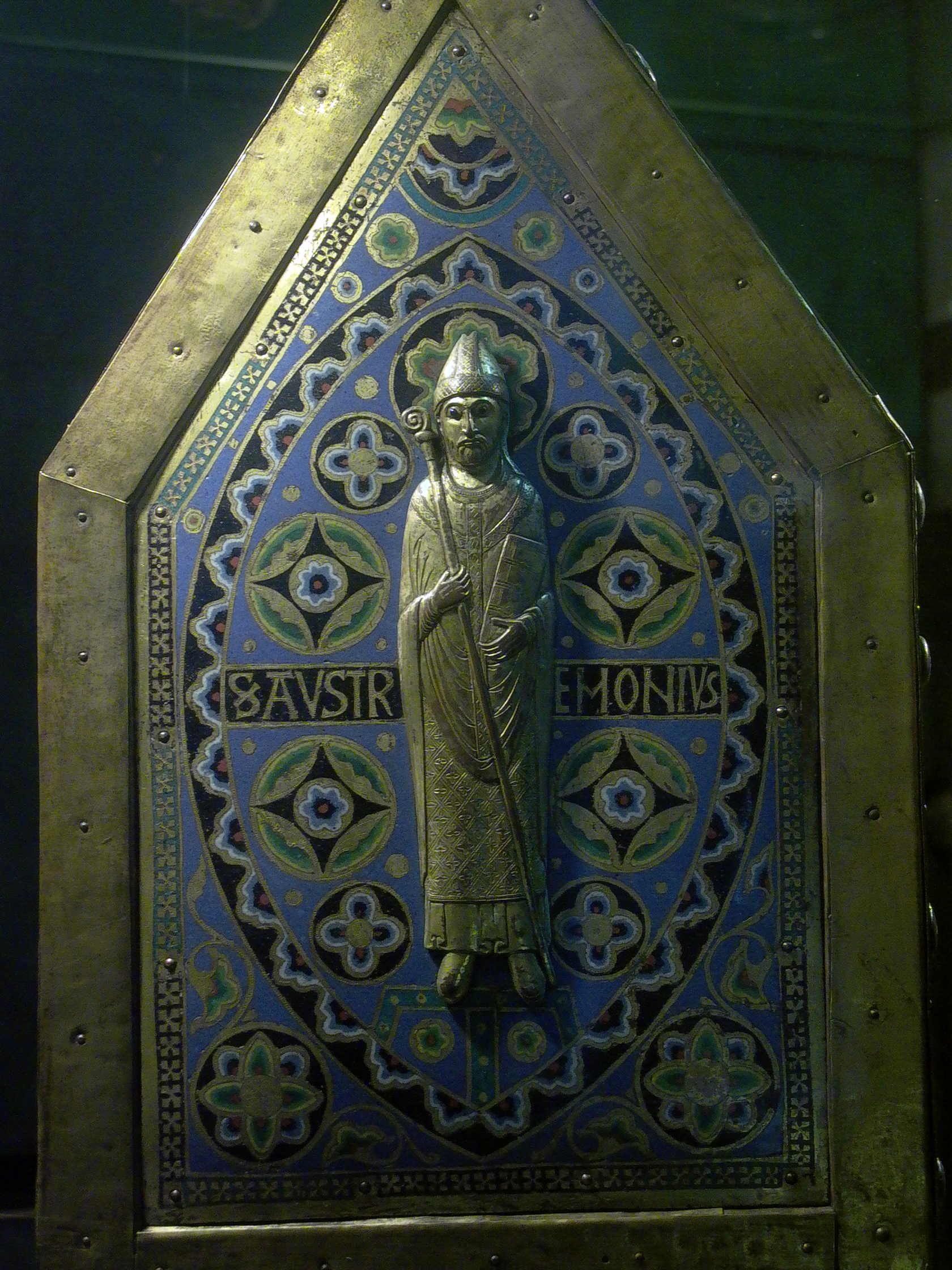
El sant en un relleu del reliquiari de Sant Calmini (Abadia de Mozac)
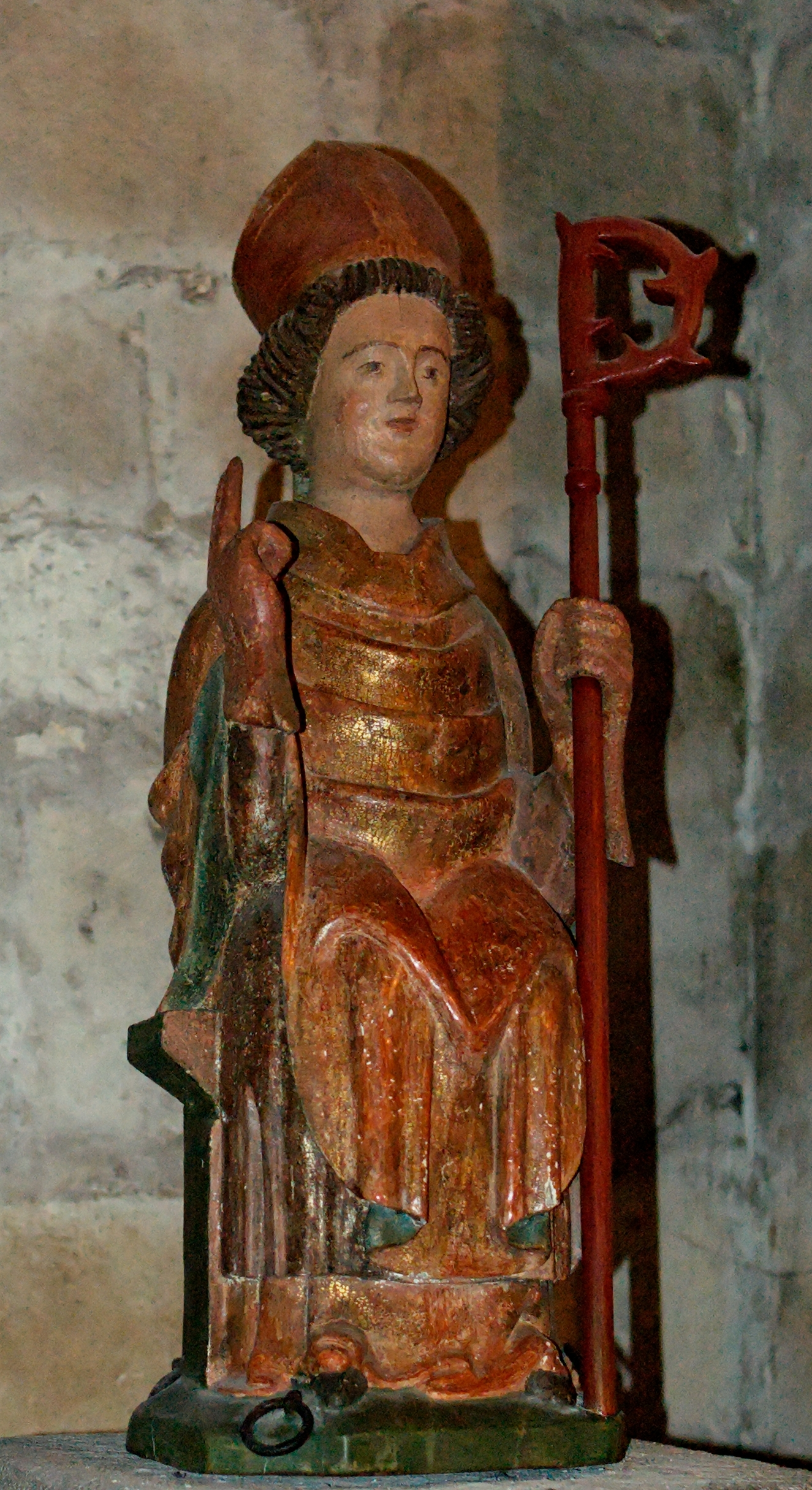
Escultura a Issoire, s. XVII
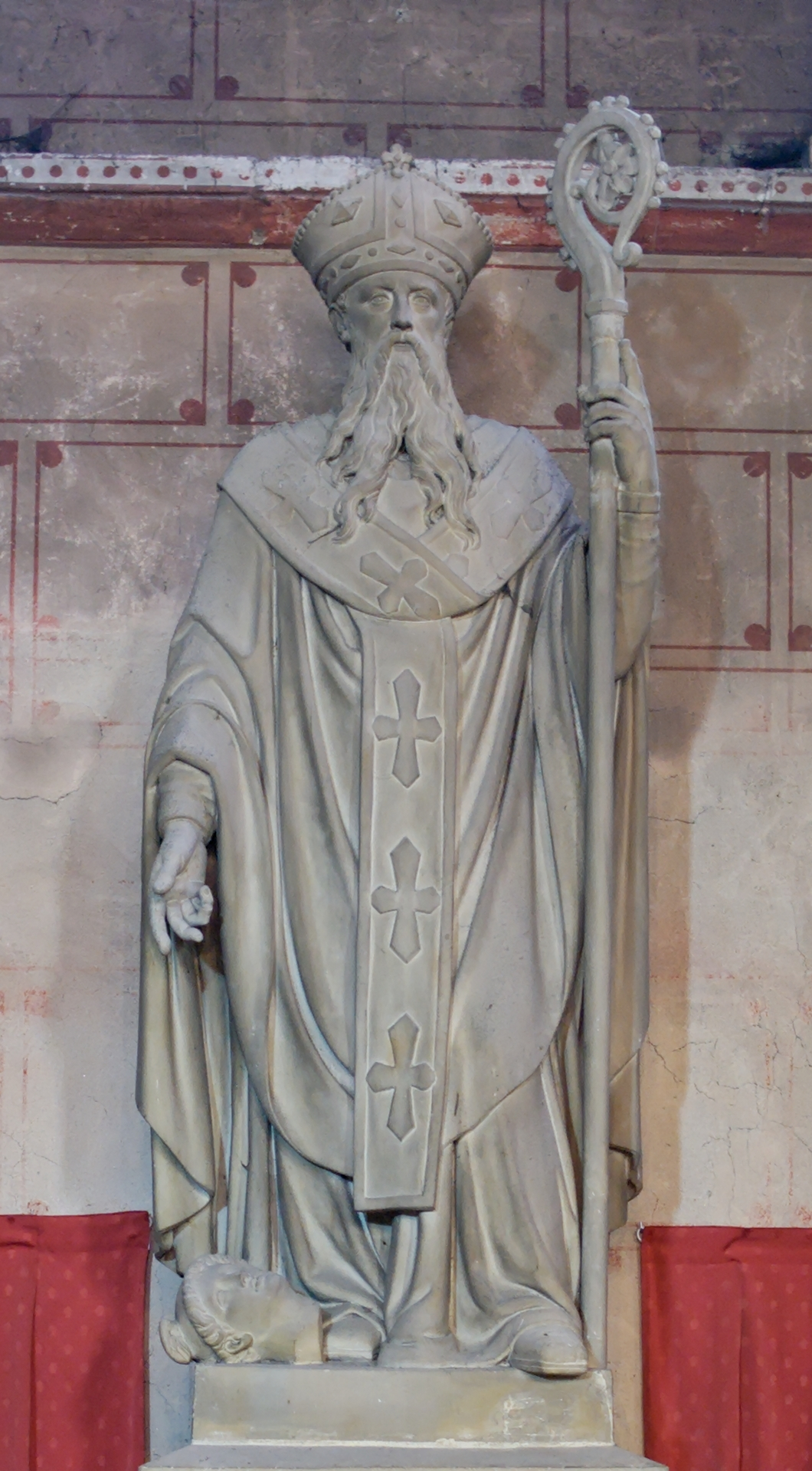
Estàtua a Saint Austremoine d'Issoire
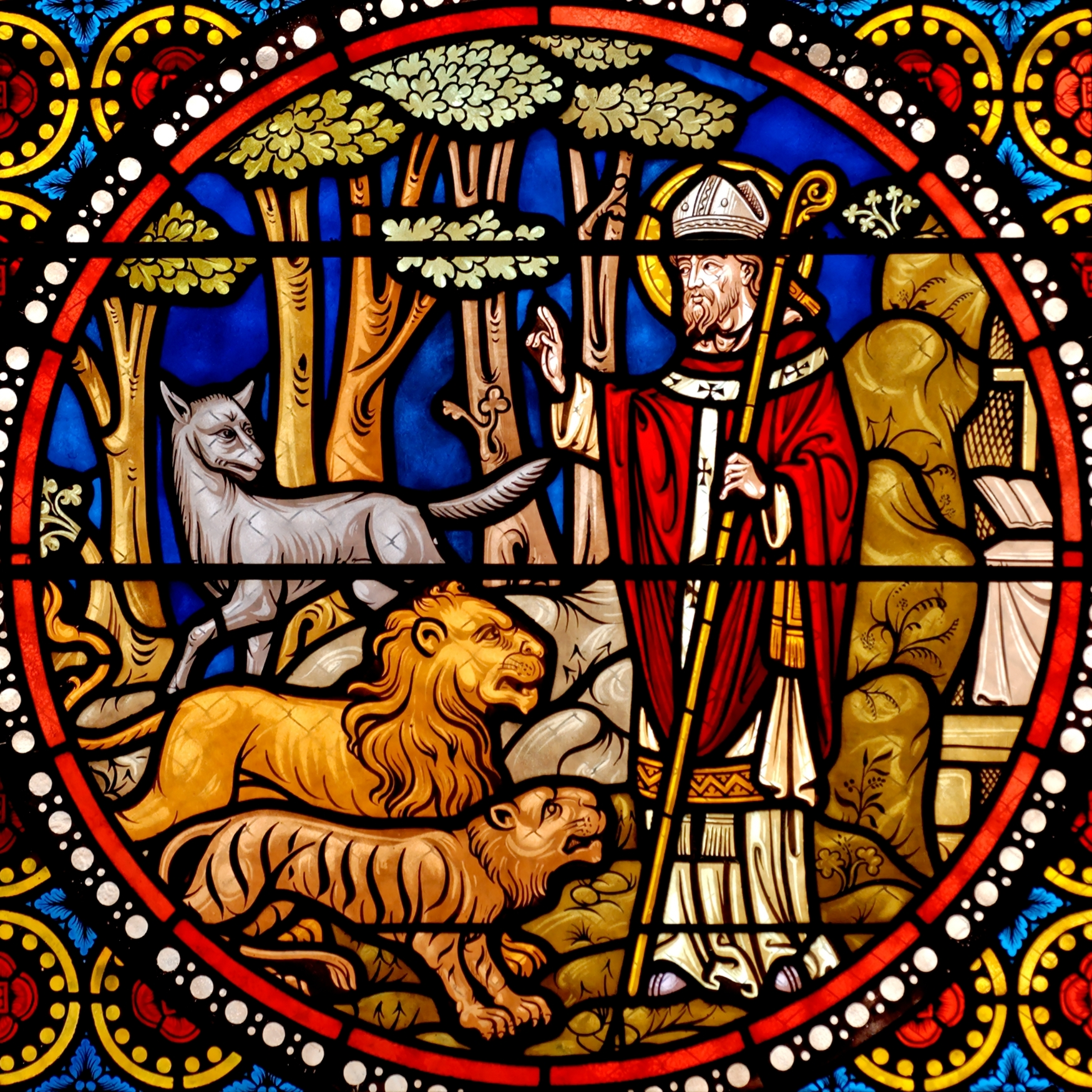
Vitrall de Saint Austremoine d'Issoire, amb el sant entre les bèsties
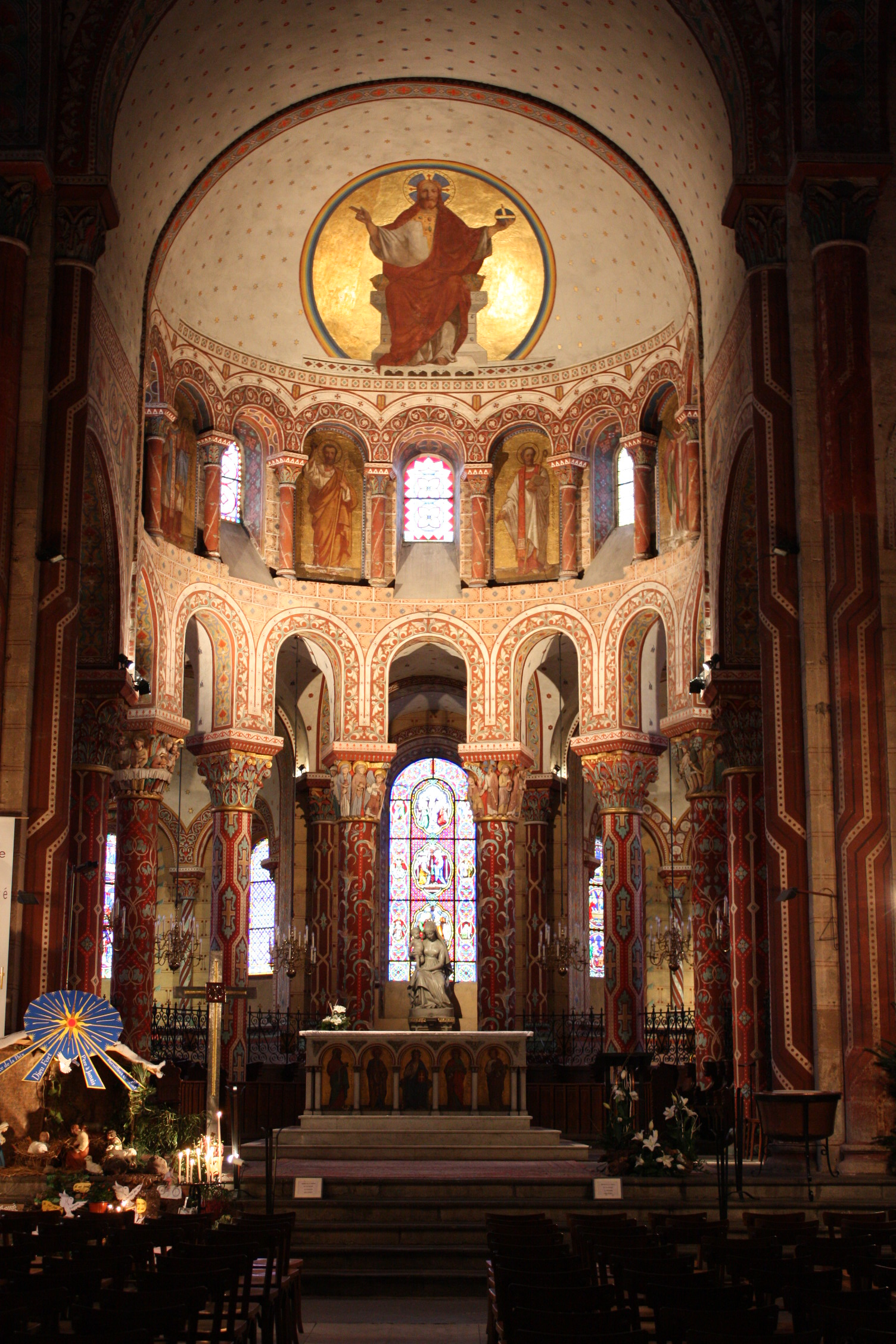
Absis de l'abadia d'Issoire